# Сутінки (роман, 2007)
«Сутінки» (рос. Сумерки) — російський містико-фантастичний роман автора Дмитра Глуховського, що спочатку публікувався в інтернеті з подальшим друкованим виданням в 2007 р.

## Сюжет
У романі описується можливий варіант кінця світу: у зв'язку з древньою магією племені майя. Головний герой — перекладач, якому дістався текст стародавнього послання.
В світі відбуваються різні стихійні лиха: землетруси в Ірані, урагани в США, цунамі в Індонезії, посуха й пожежі в Росії. Газетні заголовки і телевізійні новини переплітаються з похмурими пророцтвами індіанців майя, відомими людству. Це знамення, яких не бачить тільки сліпий, але зуміє розшифрувати лише одна людина. На тлі цих подій молодий чоловік, перекладач, отримує в руки книгу іспанською мовою для перекладу — стародавній іспанський манускрипт-щоденник іспанського конкістадора, який пробирається крізь сельву Латинської Америки на півострові Юкатан в епоху перших відвідувань континенту європейцями.
Таємничі і моторошні події починають охоплювати життя перекладача, коли він розшифровує стародавній рукопис іспанця. Реальність сучасної Москви незбагненним чином починає переплітатися з древньою історією імперії майя. Неймовірні події допомагають головному герою розшифрувати пророцтва і заглянути в майбутнє — можливо, ціною його власного життя.

## Цікаві факти
- Ім'я головного героя — Дмитро Олексійович, так само, як і Глуховського.
- Функціонує герой на ім'я Юрій Кнорозов.
- У книзі згадується Дієго де Ланда.
- Ім'я глави МНС Росії — Сергій Кочубеєвич Шайбу (натяк на Сергія Кужугетовича Шойгу).
- Присутня точка зору, що цивілізація майя загинула унаслідок помилки в астрономічному календарі.
- У липні 2011 р. power / melodic death metal група Helguard з Санкт-Петербурга записала пісню «Конец света» за мотивами книги Дмитра Глуховського.